# Gymnophora tenuivenia
Gymnophora tenuivenia är en tvåvingeart som beskrevs av Schmitz 1931. Gymnophora tenuivenia ingår i släktet Gymnophora och familjen puckelflugor. Inga underarter finns listade i Catalogue of Life.